# Люди чорного кола
«Люди чорного кола» (англ. The People of the Black Circle) — одне з фентезійних оповідань американського письменника Роберта Говарда про Конана з Кімерії, події якого відбуваються в вигаданої автором Хайборійській ері. Оповідання написане у 1934 році і по частинам опубліковане в вересневому, жовтневому та листопадовому випусках журналу «Weird Tales».

## Сюжет
Король Вендії гине від чародійства чорних чаклунів з гори Їмша (англ. Yimsha), його сестра вимушена прикінчити його, щоб перервати його страждання.
Сестра короля, Деві Жасмина, вирушає до губернатора Пешкаурі, Чандера Шана, якому вдалося взяти в полон кілька вождів афгулів, одного з народів які населяли Хімелійські гори. Згідно з її задумом, Конан, як вождь племені, повинен принести голови чорних чаклунів в обмін на звільнення сімох вождів. Уночі Конан, приходить до Чандера Шана для обговорень, під час розмови до губернатора приходить Деві і Конан викрадає її.
Дівчина з оточення Деві на ім'я Гітара, непомітно зникає з палацу, щоб передати інформацію Хемсі (англ. Khemsa), та його керівнику Керім Шаху. Хемса, хоч і був чаклуном, але не був членом Чорного Кола, він лише використовував знання яке йому надали. Закохана у нього дівчина пропонує нічого не говорити Керіму, а самим перехопити Деві у кімерійця. Коли Хемса погоджується, вона пропонує вбити Керім Шаха, але чаклун відмовляється, бо це протиречить його сумлінності. Пара уходить з шатра, а Керім Шах, який в цей час зображував сплячого, з полегшенням піднімається з ліжка. Він відмічає, що тепер він не має зв'язку з Чорними чаклунами. Керім Шах, пише листа Хосра Хану, губернатору Секундерама, де описує те, що зміг підслухати з розмови Хемси та його подруги Гітари. Уночі Хемса прокрадається до Пешкаурі, та вбиває в'язнів, після цього пара відбуває до Афгулістана.
Хемса зачаклував одного з вазулів (англ. wazuli), доручаючи йому передати вождю Яру Афзалу, у якого зупинився Конан, шар Йезуда. У руках вождя вазулів шар обертається на павука і жалить його, від чого він помирає. Рятуючись від люті вазулів, Конан і Деві натикаються на Хемсу і збивають його. Їдучі далі до Афгулістану, у селищі галзаїв (англ. galzai), Конан купує у місцевої дівчини одяг для своєї полонянки. Під час розмови кімерійця з вендійкою, він згадує, що шар який отримав Яр Афзал нагадав йому велику перлину, які носять дівчини з храму Йезуда (англ. Yezud), які танцюють біля чорного кам'яного павука. Якому вони поклоняються. І павук, який вислизнув з пальців померлого вазула, нагадував зменшену копію цього бога. Під час подорожі герої знову зустрічають Хемсу. Між Конаном та Хемсою відбувається сутичка, яку перериває шарлатова крапка яка спускалася з гори. Це були чотири чаклуна Кола, які прилетіли з гори Йімша, вони скидають у прірву Гітару та Хемсу і захоплюють Деві.
Конан вирішує звільнити Деві і відплатити чаклунам. По дорозі він зустрічає афгулів, але замість допомоги вони напали на Конана, бо вирішили, що саме він повинен в смерті їх вождів. Пізніше кімерієць знаходить Хемсу, життя в якому ледь існує підтримуючись чаклунством. Чаклун охочий відплатити своїм колишнім повелителям, дає Конану свій зачарований пояс і зі словами, що йде до Гітари у пекло й помирає. Конана наздоганяє загін іракзаїв, очолюваних Керім Шахом, який знав Конана ще за часів коли той був гетьманом козаків. Після розмови, кімерієць і гірканець їдуть визволяти Деві Жасмину разом.
Головний чаклун хоче зробити з Деві наложницю і, намагаючись зломити волю полонянки, піддає її тортурам. Конан з Керім Шахом та іракзаями штурмують твердиню чаклунів. Спершу вони стикаються з молодшими чаклунами у зелених рясах. Після перемогою над ними, вони потрапляють у твердиню і стикаються з чотирма Чорними віщунами. Під їх чарами всі іракзаїв гинуть, але Конан розбиває кришталеву сферу і вбиває чорних чаклунів. Конану вдається звільнити Деві і разом з нею вони залишають цитадель.
Після спуску вони бачать як туранці тіснять афгулів, які йшли за слідами Конана. Через деякий час з'являються вендійці і Деві їде до них, щоб зупинити битву. Вендійці нападають на туранців, і разом з афгулами розбивають їх. Згодом афгули зрозумівши, що Конан їх не зраджував, знову признають його головування, а Деві повертається в оточенні ведійських аристократів. Під час розмови, з неба на неї падає величезна птиця, яку вбиває кімерієць. Під час падіння птиця перетворюється на людину в чорному одязі. Деві та Конан прощаються, щоб можливо зустрітися знову.

## Козаки Хайборійської ери
Створюючи всесвіт Хайборійської ери (світ Конана) Роберт Говард та його послідовники неодноразово використовували назви реальних історичних племен, народів, соціальних груп, а також назв місцин де відбуваються події. Так волею фантазії у циклі творів з'являються козаки.
У цьому оповіданні тема козацтва у Хайборійській ері майже не розкривається, але це є відсилкою до подій оповідання «Залізний демон». При розмові з Конаном, Керім Шах говорить, що пам'ятає його ще як козацького гетьмана.
| | \| "І я знаю тебе, ще відтоді, коли ти був гетьманом у козацьких степах; тому я знаю, що твої справи - це грабіж. Ви хочете грабувати Вендію, і отримати величезний викуп за Жасмину." \| Оригінальний текст (англ.) "And I knew you, in the days when you were a hetman of the kozak steppes; so I know your ambition is wholesale plunder. You want to loot Vendhya, and to twist out a huge ransom for Yasmina." |
| "І я знаю тебе, ще відтоді, коли ти був гетьманом у козацьких степах; тому я знаю, що твої справи - це грабіж. Ви хочете грабувати Вендію, і отримати величезний викуп за Жасмину." | |

## Головні герої
- Конан — головний герой серії оповідань Говарда. Варвар кімерієць;
- Деві Жасмина — принцеса Вендії, сестра покійного короля;
- Гітара - дівчина з оточення Деві,коханка Хемси;
- Яр Афзал - вождь вазулів,вбитий чаклунством;
- Чандер Шан - губернатор Пешкаурі;
- Хемса — чаклун, на службі у чаклунів Чорного Кола;
- Керім Шах — туранський шпигун.

## Цікаві факти
- Головний чаклун Чорного Кола, при розмові з Деві Жасминою говорить, що народився на цій планеті, але дуже давно. Це одне із згадувань у творах Говарда, що життя існує і на інших планетах.

## Історія публикацій
- Журнал Weird Tales , 1934;
- The Sword of Conan (Gnome Press, 1952);
- Conan the Adventurer (Lancer Books, 1966);
- The Conan Chronicles Volume 1: The People of the Black Circle (Gollancz, 2000);
- Conan of Cimmeria: Volume Two (1934): The Bloody Crown of Conan (Del Rey Books, 2005).